# National League North
La National League North anteriormente Conference North (conocida también como Vanarama National League North por razones de patrocinio) es un campeonato inglés de Non-league football desarrollado por la National League. El campeonato se clasifica en el nivel 6 del Sistema piramidal inglés, al mismo nivel que la National League South, La National League North y la South se crearon en 2004 tras una reestructuración profunda del National League System. Se compone de equipos ubicados en el Norte de Inglaterra, Norfolk, los Midlands y el Norte de Gales. Desde el comienzo de la temporada 2015-16, la liga se ha conocido como la National League North.

## Lista de equipos de la temporada 2024/25

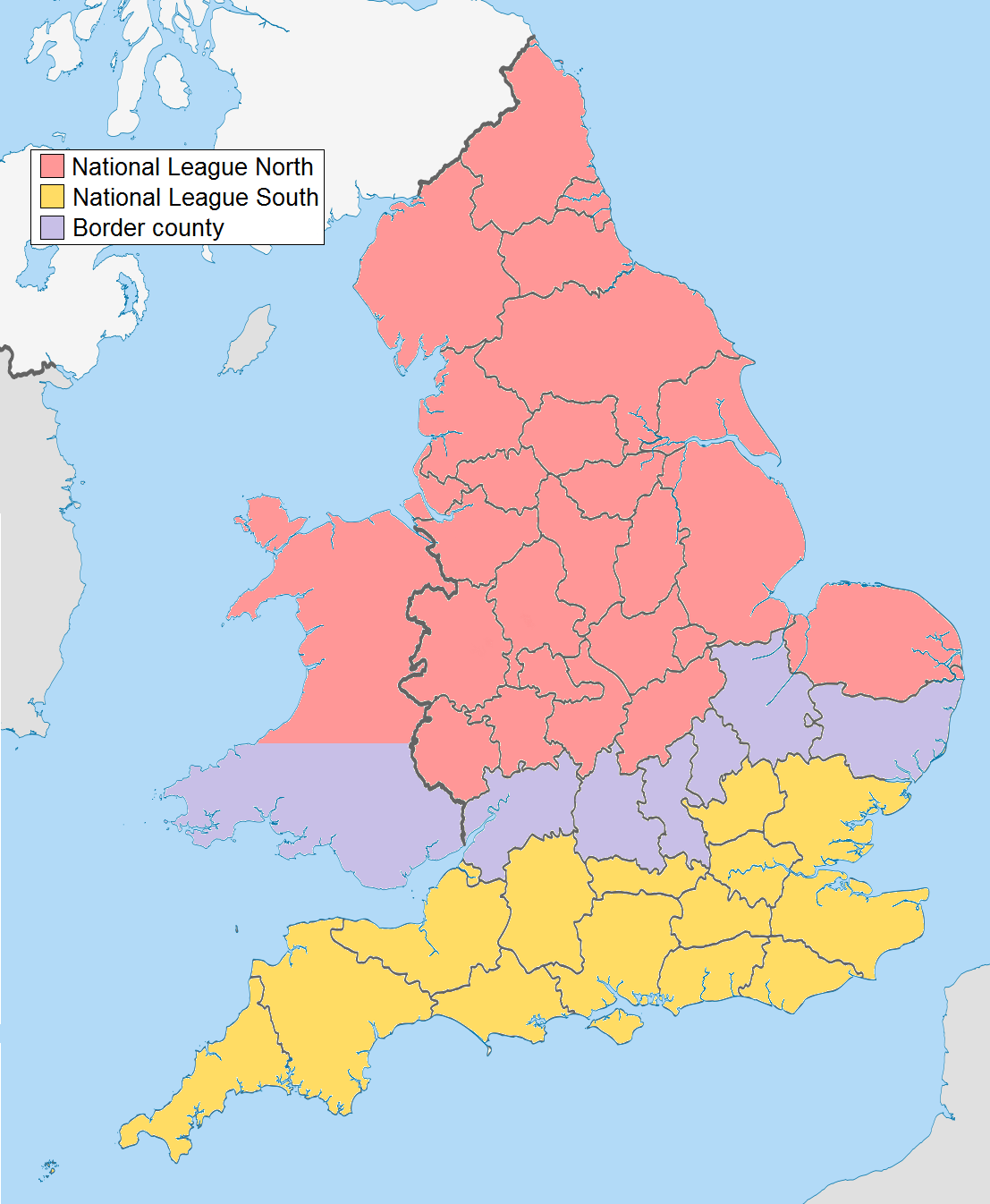
En rosa el área correspondiente a la Conferencia Norte. Los equipos de
la Conferencia Norte también provienen de los condados limítrofes con la
Conferencia Sur (en púrpura).

| Equipo                 | Localidad            | Estadio               | Capacidad |
| ---------------------- | -------------------- | --------------------- | --------- |
| Alfreton Town          | Alfreton             | Impact Arena          | 3,600     |
| Brackley Town          | Brackley             | St. James Park        | 3,500     |
| Buxton                 | Buxton               | The Silverlands       | 5,200     |
| Chester                | Chester              | Deva Stadium          | 6,500     |
| Chorley                | Chorley              | Victory Park          | 4,100     |
| Curzon Ashton          | Ashton-under-Lyne    | Tameside Stadium      | 4,000     |
| Darlington             | Darlington           | Blackwell Meadows     | 3,300     |
| Farsley Celtic         | Farsley              | The Citadel           | 3,900     |
| Hereford               | Hereford             | Edgar Street          | 5,250     |
| Kidderminster Harriers | Kidderminster        | Aggborough Stadium    | 6,238     |
| King's Lynn Town       | King's Lynn          | The Walks             | 8,200     |
| Leamington             | Royal Leamington Spa | New Windmill Ground   | 3,050     |
| Marine                 | Crosby               | Marine Travel Arena   | 2,200     |
| Needham Market         | Needham Market       | Bloomfields           | 4,000     |
| Oxford City            | Oxford               | RAW Charging Stadium  | 3,500     |
| Peterborough Sports    | Peterborough         | Lincoln Road          | 2,300     |
| Radcliffe              | Radcliffe            | Stainton Park         | 3,500     |
| Rushall Olympic        | Walsall              | Dales Lane            | 2,000     |
| Scarborough Athletic   | Scarborough          | Flamingo Land Stadium | 2,833     |
| Scunthorpe United      | Scunthorpe           | Glanford Park         | 9,088     |
| South Shields          | South Shields        | 1st Cloud Arena       | 4,000     |
| Southport              | Southport            | Haig Avenue           | 6,008     |
| Spennymoor Town        | Spennymoor           | The Brewery Field     | 4,300     |
| Warrington Town        | Warrington           | Cantilever Park       | 3,500     |

## Palmarés
| Season  | Winner             | Play-off Winner           |
| ------- | ------------------ | ------------------------- |
| 2004–05 | Southport          | Altrincham                |
| 2005–06 | Northwich Victoria | Stafford Rangers          |
| 2006–07 | Droylsden          | Farsley Celtic            |
| 2007–08 | Kettering Town     | Barrow                    |
| 2008–09 | Tamworth           | Gateshead                 |
| 2009–10 | Southport          | Fleetwood Town            |
| 2010–11 | Alfreton Town      | AFC Telford United        |
| 2011–12 | Hyde               | Nuneaton Town             |
| 2012–13 | Chester            | FC Halifax Town           |
| 2013–14 | AFC Telford United | Altrincham                |
| 2014–15 | Barrow             | Guiseley                  |
| 2015–16 | Solihull Moors     | North Ferriby United      |
| 2016–17 | AFC Fylde          | FC Halifax Town           |
| 2017–18 | Salford City       | Harrogate Town            |
| 2018–19 | Stockport County   | Chorley                   |
| 2019–20 | King's Lynn Town   | Altrincham                |
| 2020–21 | No disputada       | No disputada              |
| 2021-22 | Gateshead          | York City                 |
| 2022-23 | AFC Fylde          | Kidderminster Harriers FC |
| 2023-24 | Tamworth           | Boston United             |

## Récords
- Mayor diferencia de goles en casa: Fleetwood Town - Redditch United 8-0
- Mayor diferencia de goles fuera: Stalybridge Celtic - Hyde United 3-7
- Partido con más goles: Stalybridge Celtic - Hyde United 3-7